# Jaboticabal
Jaboticabal là một đô thị ở bang São Paulo của Brasil. Đô thị này có vị trí địa lý vĩ độ 21º15'17" độ vĩ nam và kinh đô là 48º19'20" đô kinh tây, trên độ cao 605 mét. Dân số năm 2004 là 71.654 người.

## Nhân khẩu
Dữ liệu điều tra dân số năm 2000
Tổng dân số: 67.408
- Thành thị: 63.840
- Nông thôn: 3.568
- Nam giới: 33.063
- Nữ giới: 34.345

Mật độ dân số (người/km²): 95,38
Tỷ lệ tử vong trẻ dưới 1 tuổi (trên 1 triệu cháu): 13,67
Tuổi thọ bình quân (tuổi): 72,43
Tỷ lệ sinh (trẻ trên mỗi bà mẹ): 2,17
Tỷ lệ biết đọc biết viết: 92,60%
Chỉ số phát triển con người (bình quân): 0,815
- Chỉ số phát triển con người (thu nhập): 0,769
- Chỉ số phát triển con người (tuổi thọ): 0,791
- Chỉ số phát triển con người (giáo dục): 0,885